# Chris Grayling

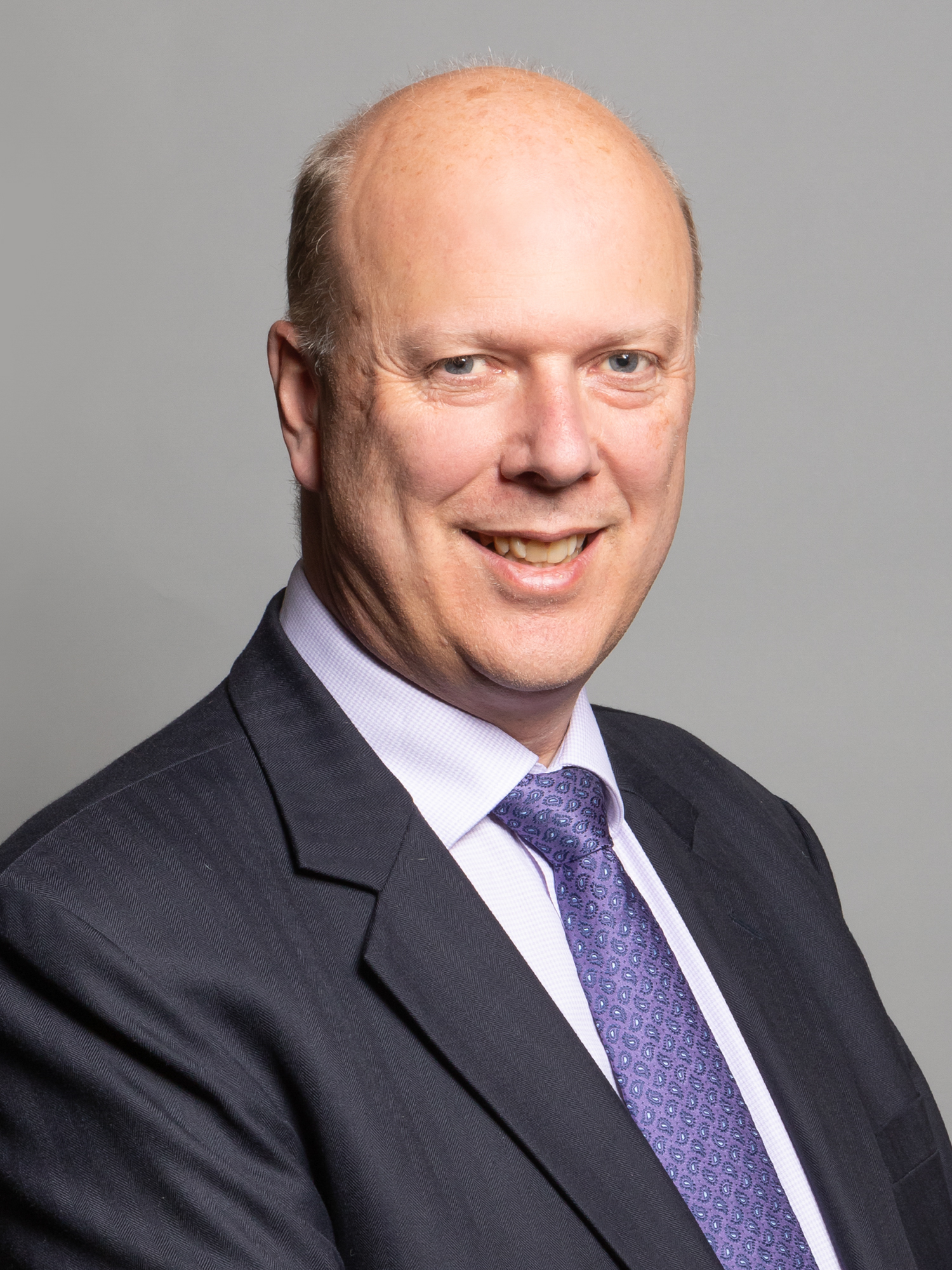
Chris Grayling (2020)

Christopher Stephen „Chris“ Grayling, Baron Grayling (* 1. April 1962 in London) ist ein britischer Politiker der Conservative Party. Er war von September 2012 bis Mai 2015 Lordkanzler und Justizminister, anschließend bis Juli 2016 Lord President of the Council und Leader of the House of Commons und von Juli 2016 bis Juli 2019 Verkehrsminister.

## Leben
Grayling wuchs in Buckinghamshire auf und studierte Geschichte am Sidney Sussex College, Cambridge. 1985 ging er zu BBC News und wechselte 1988 zu Channel 4 als Herausgeber von Business Daily. Ab 1993 arbeitete er in verschiedenen Stellen im Medienbereich und als Wirtschaftsberater.
Grayling wurde erstmals 2001 für Epsom and Ewell in das House of Commons gewählt und gehörte 2005 dem Schattenkabinett von David Cameron an. Nach den britischen Unterhauswahlen 2010 wurde Grayling Minister of State for Employment.
Im September 2012 ersetzte er Kenneth Clarke als Lordkanzler und Secretary of State for Justice. Er ist seit 440 Jahren der erste Lordkanzler, der kein Rechtsanwalt ist. Es wird gesagt, dass der letzte Nicht-Rechtsanwalt 1672–1673 der Earl of Shaftesbury war; er gehörte jedoch seit 1638 dem Lincoln’s Inn an. Nach den britischen Unterhauswahlen 2015 wurde er Lord President of the Council und Leader of the House of Commons. Im Juli 2016 wurde er im Kabinett May I Verkehrsminister und behielt dieses Amt auch nach der Neubildung der Regierung 2017 bis zum Rücktritt von Premierministerin May.
Zur britischen Unterhauswahl 2024 trat er nicht mehr an und schied aus dem House of Commons aus. Am 20. August 2024 wurde er als Baron Grayling, of Ashtead in the County of Surrey, zum Life Peer erhoben und ist dadurch seither Mitglied des House of Lords.